# Ikigai
Ikigai (em japonês:  生き甲斐) é uma palavra japonesa que significa "razão de viver", "objeto de prazer para viver" ou "força motriz para viver". Existem várias teorias sobre essa etimologia. De acordo com os japoneses, todos têm um ikigai. E descobrir qual é o seu requer uma profunda e, muitas vezes, extensa busca de si mesmo. Porém, essa busca é extremamente importante porque, somente a partir dela, é possível trazer satisfação e significado para sua vida.
Portanto, Ikigai é um estilo de vida que traga Harmonia, Longevidade e a Satisfação Plena nas diferentes áreas da vida, permitindo assim alcançar a Razão de Ser ou Propósito para a sua existência. A busca pelo sentido na vida está (na sociedade moderna) profundamente ligada ao entendimento de Quem Somos (nossas crenças, relacionamentos, cultura, formação, etc), mas também em boa parte sobre O Que Fazemos (profissão, vocação, trabalho, lazer, etc). Assim, em muitos casos nossa percepção sobre nossa Razão de Ser dificilmente estará completa sem encontrarmos consonância entre o que somos e o que fazemos. Em outras palavras, em um mundo no qual nossa identidade apresenta uma profunda correlação entre o ser humano e seu trabalho (talvez um vício da sociedade industrial), são poucas as pessoas que se sentem felizes e com seu propósito realizado sem ter compreendido aspectos pessoais e profissionais.
Por isso mesmo, no círculo Ikigai observamos a clara correlação entre estes aspectos, ajudando a compreender e detalhar cada um deles. Não se trata de definir o ser humano por meio de seu trabalho (algo que poderia soar como alienante e utilitarista). Pelo contrário, a proposta da filosofia Ikigai é a “desalienação” do trabalho enquanto obrigação social, para uma visão mais humana, na qual podemos encontrar sentido e satisfação naquilo que realizamos.

## Exemplos deIkigai
Alguns exemplos da aplicação do método japonês podem ser:
- Amar seus entes queridos.
- Conhecer outras culturas.
- Se dedicar a uma ONG.
- Ser um bom profissional de atendimento público como professor ou médico.
- Ajudar os outros na sua busca do sentido da vida.
- Criar ideias novas para melhorar o mundo e cuidar do planeta.